# Dongfeng Nammi
Dongfeng Nammi (кит. 东风纳米), ранее известный как Dongchuang Zilian (Wuhan) New Energy Technology (кит. 东创紫联) — подразделение Dongfeng Motor Corporation по производству электромобилей. Ранее компания отвечала за продажи легковых электромобилей на внутреннем рынке, производимых eGT New Energy Automotive, совместным предприятием Dongfeng и альянса Renault-Nissan, но с 2023 года стала независимым брендом, имеющим собственную производственную базу. Автомобили Dongfeng Nammi делят производственную линию и цепочку поставок с eGT New Energy Automotive в Шияне, город Хубэй.

## История
Компания Dongchuang Zilian (Wuhan) New Energy Technology была основана 28 октября 2020 года. 100% акций принадлежит Dongfeng Group. В первую очередь, компания отвечала за внутренние продажи автомобилей, произведённых eGT New Energy Automotive Co., Ltd. в Китае. Ранее это была торговая компания.
В феврале 2023 года компания Dongchuang Zilian была переименована в Dongfeng Motor Nammi Technology Co., Ltd. После этого переименования Dongfeng Nami официально взяла на себя роль подразделения второго уровня в Dongfeng Motor Group, встав на независимый путь функционирования бренда.
В том же месяце компания Dongfeng Nami объявила об инвестициях в общей сложности в 5,31 млрд юаней в создание производственной базы в Сянъяне, провинция Хубэй. Другая база по производству автомобилей находится в Шияне, провинция Хубэй. Также была анонсирована платформа S3.
В августе 2023 года компания Dongfeng Motor официально запустила свой бренд чисто электрических автомобилей Dongfeng Nammi, посвящённый малогабаритным электромобилям с аккумуляторами, а также Nammi 01. В отличие от предыдущих моделей, Nano EX1 и Nano Box, которые были разработаны eGT, Nammi 01 является первым автомобилем, полностью разработанным компанией Dongfeng Nammi.

## Модельный ряд
- Dongfeng Nano EX1 (2020 — настоящее время) — городской автомобиль, также называемый Aeolus EX1, Forthing T1, Fengon E1, Dacia Spring, Renault City K-ZE, Nissan Venucia E30
- Dongfeng Nano Box (2022 — настоящее время) — городской автомобиль
- Dongfeng Nammi 01 (2024 — настоящее время) — субкомпактный хетчбэк

- Dongfeng Nano Box
- Dongfeng EX1
- Dongfeng Nammi 01